# Wasserfall des Zlatý potok
Der Wasserfall des Zlatý potok (tschechisch Vodopád Zlatého potoka) ist ein kleinerer Wasserfall des Zlatý potok (Goldgrubenbächlein) im Niederen Gesenke, Tschechien. Er liegt etwa einen Kilometer südwestlich des Ortsteils Pohoř (Pohorsch) der Stadt Odry auf dessen Gemarkung.

## Beschreibung
Am Südwesthang des Pohoř (Pohorschberg, 480 m n.m.) bildet der auf dem Fulnek-Pohorscher Plateau (Pohořské vrchy) entspringende Zlatý potok eine tiefe Schlucht. Etwa in der Mitte dieser stürzt der Bach über die im Bett freigelegten Grauwacke- und Schieferblöcke mit 50° Gefälle in zwei Stufen 2,2 Meter in die Tiefe. Über dem Wasserfall liegen noch einige kleinere Kaskaden. Da der Bach ca. 400 m oberhalb des Wasserfalles entspringt, ist der mittlere Durchfluss nur gering und liegt bei 5 l/s. Zu Zeiten der Schneeschmelze oder nach intensiven Niederschlägen ist er jedoch deutlich höher.
Am Wasserfall führt der Lehrpfad Stříbrný chodník vorbei. In unmittelbarer Nähe befindet sich der Stollen Pohoř, 250 m oberhalb der Stollen Zlatý důl.